# Ellinor Holland
Ellinor Holland (Dresden, 12 de setembro 1928 - 17 de dezembro de 2010) foi uma jornalista e empresária alemã.

## Prêmios
Elinor Holland recebeu inúmeros prêmios, incluindo:
- Bundesverdienstkreuz (Grã-Cruz do Mérito da República Federal da Alemanha)
- Ordem do Mérito da Baviera
- Bayerische Verfassungsmedaille
- Bayerischer Printmedienpreis (pelo conjunto da obra).